# Combat de la baie de Cardenas
Guerre hispano-américaine
Batailles
Théatre atlantique :

Cuba :
- Cardenas (1re)
- Cardenas (2e) (en)
- Cardenas (3e)
- Cienfuegos (1re)
- USS Merrimac
- Baie de Guantanamo (en)
- Fort Toro
- Cienfuegos (2e) (en)
- Las Guasimas
- Manzanillo (1re) (en)
- Tayacoba (en)
- Aguadores (en)
- El Caney
- San Juan
- Manzanillo (2e) (en)
- Aguacate
- Santiago de Cuba (1re)
- Santiago de Cuba (2e)
- Manzanillo (3e) (en)
- Baie de Nipe (en)
- Manimani (en)
- Manzanillo (4e) (en)

Porto Rico :
- Campagne de Porto Rico (en)
- San Juan de Porto-Rico

Théatre pacifique :

Philippines :
- Baie de Manille
- Santa Cruz (en)
- Baler
- Manille (en)

Guam :
- Capture de Guam (en)

Le combat de Cárdenas, livré à Cuba le 11 mai 1898, dans le cadre de la guerre hispano-américaine, fut l'un rare revers américain de ce conflit.

## Histoire
En mai 1898, une petite escadre américaine, commandée par le capitaine Todd, composée des torpilleurs USS Winslow (TB-5) et  USS Foote (TB-3), ainsi que des canonnières USS Wilmington et USS  Machias (PG-5) et du cotre USCR Hudson, opérait au large des côtes nord-ouest de Cuba.
Le 11 mai, cette escadre reçut pour instructions de pénétrer dans la baie de Cárdenas et d'y détruire trois canonnières espagnoles qui y auraient été aperçues au mouillage.
Après avoir fait vérifier que la zone n'était pas minée, le capitaine Todd confia une mission de reconnaissance au Winslow, lui prescrivant d'examiner notamment si le vapeur amarré le long du quai était ou non un navire de guerre ennemi. 
À 13 h 35 et alors qu'il se trouvait à quelques encablures du vapeur, les Espagnols ouvrirent le feu. Touché à plusieurs reprises, le Winslow subit d'importantes avaries et battit péniblement en retraite, alors que le Wilmington et l'Hudson intervenaient dans la bataille pour lui porter secours et protéger son repli. 
Les Américains affirment que leurs tirs auraient touché le navire adverse ainsi que des batteries terrestres, infligeant des pertes humaines et des dégâts matériels. Les Espagnols contestent ces faits : l'historien Castañón dément l'existence de ces batteries et soutient que le Winslow, canonnière de 1 392 tonnes, armée de 16 canons de 100 mm et de quatre mitrailleuses aurait été mise en déroute par le remorqueur Antonio Lopez, équipé d'un seul canon de 57 mm monté sur la proue.  
Toujours est-il que l'escadre américaine fut contrainte de quitter le champ de bataille par le feu ennemi, sans avoir rempli sa mission.
Lors du combat, mourut l'enseigne Bagley, qui servait à bord du Winslow. Ce fut le seul officier de marine américain tué lors du conflit.